# Gerard Klomp

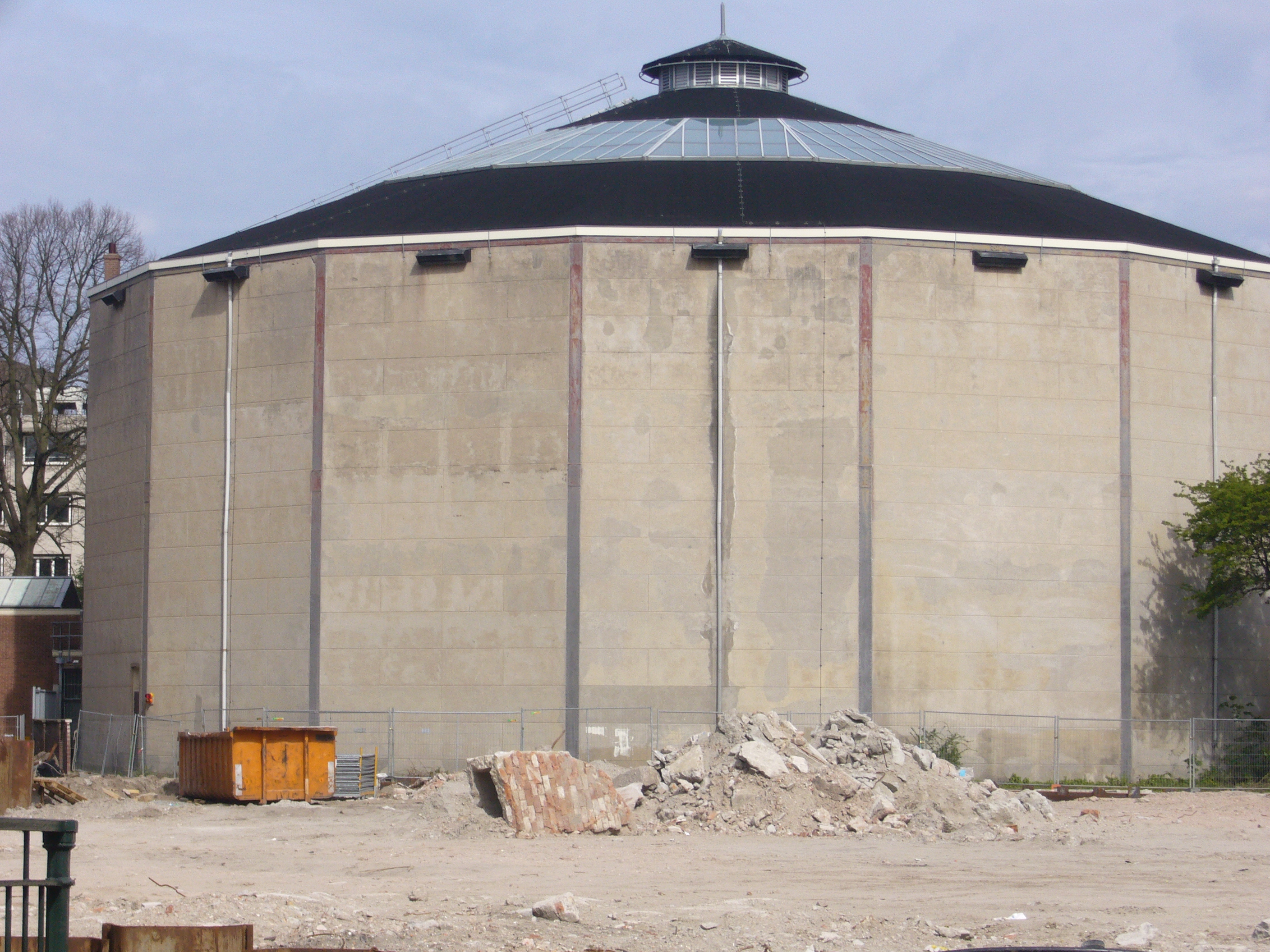
Zuidzijde van het door Klomp gerealiseerde gebouw van Panorama Mesdag in 2008

Gerard Klomp (Bemmel, 20 december 1834 – Den Haag, 1882) was een Nederlands timmerman en aannemer.
Klomp was van eenvoudige afkomst en stamde uit een rooms-katholieke familie van ambachtslieden. Op 13 april 1864 trouwde hij met Maria Putker uit Bloemendaal. Uit dit huwelijk werd op 7 februari 1865 een zoon geboren, Johannes Franciscus Klomp, die later een beroemd architect in Duitsland zou worden. Eén jaar na Johannes Franciscus' geboorte stierf Maria Putker. Op 13 mei 1868 hertrouwde Gerard Klomp met Anna Kuijpers. Zij kregen tien kinderen.
Klomp vestigde zich in 1877 als timmerman en aannemer te Den Haag. Zijn bedrijf groeide snel en had tegen 1880 100 man personeel. Het bedrijf bouwde onder meer mee aan nieuwe woonwijken, waaronder de Archipelbuurt in Den Haag. In 1881 kwam het door hem ontworpen 16-hoekige gebouw voor Panorama Mesdag gereed. Het is sinds 1967 een rijksmonument en werd in 1990 opgenomen in de top 100 van Nederlandse monumenten. Ook een veertien meter hoge, verrijdbare steiger, gebruikt door schilder Hendrik Willem Mesdag en zijn medewerkers bij de vervaardiging van het kunstwerk, is door Klomp ontworpen.